# Consuelo Nouel
Consuelo Leticia Nouel Gómez (Caracas, 10 dicembre 1934 – Caracas, 23 febbraio 2018) è stata una modella venezuelana, eletta Miss Venezuela nel 1957.
La modella è stata la rappresentante ufficiale del Venezuela a Miss Universo 1957, concorso tenuto a Long Beach, California, il 19 luglio 1957, dove però non è riuscita a classificarsi fra le ultime quindici finaliste del concorso.